# San Miguel Zapotitlan
San Miguel Zapotitlan är en ort i Mexiko.   Den ligger i kommunen Ahome och delstaten Sinaloa, i den västra delen av landet, 1 200 km nordväst om huvudstaden Mexico City. San Miguel Zapotitlan ligger 19 meter över havet och antalet invånare är 6 152.
Terrängen runt San Miguel Zapotitlan är platt åt sydost, men åt nordväst är den kuperad. Runt San Miguel Zapotitlan är det ganska tätbefolkat, med 80 invånare per kvadratkilometer. Närmaste större samhälle är Los Mochis, 17,9 km söder om San Miguel Zapotitlan. Trakten runt San Miguel Zapotitlan består till största delen av jordbruksmark.